# Teoría de la simplicidad
La teoría de la simplicidad es una teoría del dominio de las ciencias cognitivas que buscan explicar el interés de las situaciones y de los eventos para el espíritu humano. Esta teoría está basada en los trabajos científicos de Nick Chater, Paul Vitanyi, Jean-Louis Dessalles, Jürgen Schmidhuber, entre otros, y se basa en la hipótesis que las situaciones interesantes son las que aparecen de manera inesperada y como unas situaciones parecen ser más simples a ojos del observador.

## Generalidades
Técnicamente, la simplicidad corresponde a un descenso repentino de la complejidad, en el sentido de la complejidad de Kolmogorov, es decir, que la más corta descripción de la situación, es más corta todavía, que aquella anticipada por el observador. Por ejemplo, la descripción de una tirada del juego Loto tal como: 22-23-24-25-26-27, se puede describir en forma más corta que una tirada típica tal como: 12-22-27-37-38-42. La primera descripción solamente necesita de un número (por ejemplo el primero), pues en ese caso y para completar la tirada, basta con generar los siguientes cinco números correlativos. La segunda descripción en cambio, para ser especificada requiere seis diferentes números (seis diferentes instancias del juego).
La teoría de la simplicidad establece muchas predicciones cuantitativas en cuanto a la manera de establecer la "distancia" entre instancias, la "proeminencia" (lugar, individualidad), etc.

## Formalización
El concepto de base de la teoría de la simplicidad es lo inesperado, definido como la diferencia entre la complejidad esperada y la complejidad observada.
{\displaystyle U=C_{esp}-C_{obs}}
En la mayoría de los contextos, {\displaystyle C_{esp}} corresponde a la complejidad de generación de la situación, que es la más corta descripción de todos los parámetros que deben estar en presencia, a fin de que la señalada situación exista. En el ejemplo del Loto, y mientras no haya engaño, la complejidad de generación es idéntica para una combinación ordenada, que para una combinación típica desordenada: es igual a seis instancias.
La teoría de la simplicidad evita la mayoría de las críticas dirigidas a la complejidad de Kolmogorov, considerando solamente las descripciones disponibles para un observador dado (y no considerando todas las descripciones imaginables). Esto equivale a decir que la complejidad, y por tanto lo inesperado, son dependientes del observador. Por ejemplo, para la persona que juega una combinación típica como 12-22-27-37-38-42, ella le parece una combinación simple (y que puede salir), léase más simple aún que una combinación ordenada.

## Vínculo con las probabilidades
Lo inesperado {\displaystyle U} está ligado a la probabilidad subjetiva {\displaystyle P} a través de la fórmula :
{\displaystyle P=2^{-U}}
La ventaja de esta fórmula es que la probabilidad subjetiva puede ser descripta sin conocer necesariamente todas las alternativas. Lo clásico es considerar todas las situaciones posibles como no teniendo virtualmente ninguna probabilidad de intervenir, ya que cada situación es única y compleja. La teoría de la simplicidad evita esta trampa, considerando que la improbabilidad subjetiva es solamente debida a una reducción de la complejidad.